# Тлеубай
Тлеуба́й (каз. Тілеубай) — село у складі Теренкольського району Павлодарської області Казахстану. Входить до складу Байкониського сільського округу.
Населення — 87 осіб (2021; 264 у 2009, 245 у 1999, 347 у 1989).
Національний склад станом на 1989 рік:
- казахи — 65 %.